# 異葉公鯷
尖吻半棱鯷（学名：Encrasicholina heteroloba）又稱異葉公鯷、尖吻小公鱼，俗名魩仔、白鱙，為輻鰭魚綱鯡形目鯡亞目鳀科的其中一種。

## 分布
本魚廣泛分布印度太平洋區，包括東非、紅海、馬達加斯加北部、孟加拉灣、中印半岛、马来半岛、印度尼西亚、台湾岛、南海、日本南部、澳洲、斐濟、薩摩亞、大溪地、索羅門群島、新喀里多尼亞等海域。
该物种的模式产地在红海。

## 深度
水深0至50公尺。

## 特徵
本魚體長卵形。腹緣僅喉峽部至胸鰭之間有稜鱗。臀鰭起點在背鰭基底後端下方。喉峽部之肌肉部分不前伸至鰓被架膜。上頷後端尖銳，向後延伸至前鰓蓋骨前緣。體被圓鱗，易脫落。體乳白色，有時半透明，體側具有一白色縱帶。背鰭具軟條14枚；臀鰭起始於背鰭基部末端之下方，具軟條16至17枚；尾鰭叉型。背鰭、尾鰭呈淡青色。體長可達10公分。

## 生態
本魚為近海中上層小型魚。常出現於港灣和河口區。群游性。以濾食浮游動物為食。會洄游至南方避冬。

## 經濟利用
食用魚，新鮮時可清蒸，或曬成魚乾。